# Rádio Ibituruna
Rádio Ibituruna é uma emissora de rádio brasileira sediada em Governador Valadares, cidade do estado de Minas Gerais. 
Opera no dial FM, na frequência 89.9 MHz.

## História
A Rádio Ibituruna, inaugurada por Wilson Vaz, foi a primeira emissora AM de ponta a irradiar no Leste Mineiro. Nos meados da década de 1990, veio a ser adquirida por Getúlio Miranda e Edson Gualberto , que na  época já eram dono da Rádio Imparsom FM 100,1 , e da TV Leste.
Em 2003, depois de um acordo com a direção da Rádio Globo Brasil, a Rádio Ibituruna tornava-se Rádio Globo Valadares. A afiliação durou até 20 de janeiro de 2011, quando passou a retransmitir a Rádio Nacional Gospel. Posteriormente, retornou para seu nome original  após uma desacordo comercial com Nacional Gospel . A Rádio Ibituruna migrou para o dial FM em  em 08 de novembro de 2017 operando na frequência 89,9 .  

## Programas
A programação da emissora é  voltada para o público Adulto Contemporâneo e goza de muito prestigio e audiência em Governador Valadares. Além de uma programação musical leve a radio se destaca por ser uma rádio informativa com boletins informativos de hora em hora.